# 2010年夏季青年奧林匹克運動會帆船比賽
2010年夏季青年奧林匹克運動會帆板比賽於8月17日至8月25日在新加坡的國家帆船中心舉行。賽事共有4個小項，會頒發4面金牌。參賽的運動員必須於1994年1月1日至1995年12月31日前出生。

## 各項成績
| 項目               | 金牌                         | 银牌                        | 铜牌                   |
| 男子小艇（詳細）   | 美屬維爾京群島 · 伊恩·巴罗斯 | 德国 · Florian HAVFE        | · Just van AANHOLT     |
| 女子小艇（詳細）   | 奥地利 · 拉拉·瓦德劳         | 荷蘭 · Daphne van der VAART | 德国 · Constanze STOLZ |
| 男子風浪板（詳細） | 以色列 · Mayan RAFIC         | 香港 · 鄭俊樑               | 英国 · Kieran MARTIN   |
| 女子風浪板（詳細） | 泰國 · 西里蓬·胶当-恩甘      | 義大利 · Veronica FANCIULLI | 新加坡 · 杨培琳        |